# کریستف ریول
کریستف ریول (انگلیسی: Christophe Revel؛ زادهٔ ۲۵ مارس ۱۹۷۹) بازیکن فوتبال اهل فرانسه است.
از باشگاه‌هایی که در آن بازی کرده‌است می‌توان به باشگاه فوتبال ونس و باشگاه فوتبال رن اشاره کرد.
وی همچنین در تیم ملی فوتبال Brittany بازی کرده‌است.